# Człowiek rakieta
Człowiek rakieta (ang. The Rocketeer) –amerykański  film przygodowo-fantastyczny z 1991 roku w reżyserii Joe Johnstona na podstawie komiksu Dave’a Stevensa.

## Fabuła
Okolice Los Angeles, 1938 rok. Na krętych polnych drogach trwa pościg samochodowy. Automobil z agentami FBI goni za wozem gangsterów, ostrzeliwujących się z broni maszynowej. W pewnym momencie na niebie pojawia się samolot. Zasiadający za jego sterami pilot Cliff Secord przygotowuje się do zawodów lotniczych. Nie przeczuwając niebezpieczeństwa przelatuje nisko nad uciekinierami, ostrzeliwują oni samolot. Uszkodzona maszyna Cliffa obiera kurs powrotny na lotnisko. Tam kończy się pościg. Zanim agenci FBI zdołają dopaść jedynego ocalałego gangstera, ten ukrywa w kabinie stojącego w hangarze starego dwupłatowca tajemniczy pakunek.
Sukces agentów federalnych oznacza ruinę dla Cliffa i jego przyjaciela, mechanika Peevy’ego. W trakcie pościgu i strzelaniny stracili samolot, dzięki któremu zarabiali na życie. W dodatku właściciel zniszczonej na pasie startowym cysterny zażądał zwrotu pieniędzy za wóz. Doprowadzeni do ostateczności decydują się na uruchomienie starego dwupłatowca i pod siedzeniem pilota odnajdują ukryty przedmiot. Okazuje się być on eksperymentalnym plecakowym silnikiem rakietowym, zdolnym unieść w powietrze dorosłego mężczyznę. Choć Peevy jest sceptyczny i pragnie jak najszybciej oddać prototyp władzom federalnym, jego przyjaciel przekonuje go do przetestowania znaleziska.
Gdy podczas pokazów lotniczych jednemu z pilotów grozi niebezpieczeństwo, Cliff decyduje się skorzystać z plecaka rakietowego i ratuje kolegę. W świat idzie sensacyjna wiadomość o pojawieniu się na niebie nowego bohatera, szybko ochrzczonego mianem „Człowieka Rakiety”. Wieści dochodzą też do poszukujących silnika agentów FBI, oraz jego twórcy, legendarnego konstruktora lotniczego Howarda Hughesa. O Człowieku Rakiecie wiedzą także gangsterzy. Ich szef, Eddie Valentine, pracuje na zlecenie gwiazdora Hollywood, Neville’a Sinclaira. Cliff i Peevy znajdują się w niewygodnym położeniu, pomiędzy funkcjonariuszami FBI a gangsterami Valentine’a. Pojawia się także bezwzględny współpracownik Sinclaira, ponad dwumetrowy Lothar. Dwójce przyjaciół ledwo udaje się wyjść z matni, ale w ręce Neville’a wpada piękna Jenny, dziewczyna Cliffa. Gwiazdor filmowy proponuje mężczyźnie, że uwolni jego ukochaną w zamian za prototyp.
Wkrótce wychodzi na jaw, że gra się toczy o wielką stawkę. Sinclair okazuje się być agentem narodowych socjalistów. Jeżeli wynalazek Hughesa wpadnie w jego ręce, może posłużyć do opanowania całego świata.

## Obsada
- Billy Campbell jako Człowiek Rakieta / Cliff Secord
- Jennifer Connelly jako Jenny Blake
- Alan Arkin jako A. Peevy Peabody
- Timothy Dalton jako Neville Sinclair
- Terry O’Quinn jako Howard Hughes
- Paul Sorvino jako Eddie Valentine

## Produkcja
Pomysł na komiks Rocketeer narodził się w 1981 roku w głowie Dave’a Stevensa, kiedy otrzymał pracę w wydawnictwie Pacific Comics. Autorowi przyświecał cel odtworzenia konwencji i klimatu seriali kinowych z lat 40. i 50. XX wieku. Superbohater był oparty głównie o postać Commando Cody'ego z seriali produkcji Republic Pictures. Stevens był zdania, że Człowiek Rakieta nadaje się na protagonistę filmowej adaptacji. W 1983 roku prawa do ekranizacji zakupił Steve Miner, jednak ze względu na zbyt duże różnice w adaptowaniu materiału źródłowego, prawa przeszły do scenarzystów Danny'ego Bilsona i Paula De Meo. Początkowo Stevens, Bilson i De Meo planowali stworzyć film na własną rękę, po tym jak większość wytwórni filmowych odrzuciło scenariusz. W 1986 roku filmowej adaptacji „Człowieka Rakiety” podjęło się przedsiębiorstwo The Walt Disney Studios wierząc, że ma potencjał na zabawki.
Człowiek Rakieta miał zostać wydany pod marką Touchstone Pictures produkującą filmy przeznaczone dla dorosłej widowni. Stevens, Bilson, De Meo i Dear podpisali kontrakt, który umożliwiał im stworzenie trylogii filmowej. Jednak przewodniczący The Walt Disney Studios, Jeffrey Katzenberg zdecydował się przenieść film do dystrybucji do wytwórni Walt Disney Pictures. Według Stevensa: „Natychmiast Betty i wszystko, co było bardziej 'dla dorosłych', wylądowało za burtą razem z kąpielą. Naprawdę próbowali wtłoczyć to w ramy produktu dla dzieci, żeby mogli sprzedawać zabawki. Wszystko, na czym im tak naprawdę zależało na koniec dnia, to była nazwa”.
Rolę tytułową otrzymał Billy Campbell, dla którego była pierwsza duża rola. Decyzja ta wywołała mieszane uczucia wśród kierownictwa The Walt Disney Studios. Reżyser Joe Johnston i Dave Stevens uważali, że Campbell był idealny do tej roli, ale The Walt Disney Studios chciało zatrudnić aktora o znanym nazwisku. Ostatecznie Johnston przekonał kierownictwo do zmiany zdania. W magazynie „Comics Scene Magazine” Campbell twierdził, że wybrany do roli Cliffa Secorda, ponieważ odpowiadał wizji twórców postaci i był typie osoby z lat 30. XX wieku: „Byłem tak blisko tego gościa, że nie czułem, że muszę wiele robić, by odnaleźć jego charakter. Cliff nie jest trudną postacią do odnalezienia”.
Mimo to Campbell postanowił gruntownie przygotować się do roli i zgłębić realia epoki Człowieka Rakiety. „Czytałem komiksy Dave’a [Stevensa], by zdobyć tło. Czytałem też książki o historii tego okresu, szczególnie o historii lotnictwa z końca lat 30. i początku lat 40. Wierzę, że badania, które przeprowadziłem, ostatecznie dały mi lepsze spojrzenie na czas, w którym żył Człowiek Rakieta. Film pozwolił mi uchwycić atmosferę tamtego okresu, ale badania dały mi jasny obraz, jak wyglądały tamte czasy”.
Z tą wiedzą w głowie Campbell spokojnie wszedł w to, co uważał za „swój wielki przełom”. Jak wspominał nie czuł wielkiej presji, mając za sobą wiele produkcji telewizyjnych, które określił „prawdziwą szkołą przetrwania”. Przyznał jednak, że w pierwszych tygodniach czuł presję ze względu na pracę z pierwszoligowymi twórcami, a także musiał przezwyciężyć swój lęk przed lataniem.